# Karl Böhm-Hennes
Karl Böhm-Hennes (* 15. Juli 1891 in Lauscha; † 20. November 1914 bei Łódź, Russland) war ein deutscher Skisportler in den nordischen Disziplinen. Er wuchs in Ernstthal am Rennsteig auf. Befreundet und verlobt war er mit der Heimatschriftstellerin Wally Eichhorn-Nelson.

## Werdegang
Der Thüringer Karl Böhm-Hennes errang zusammen mit seinem Bruder Emil Böhm-Hennes und seinen Freunden Eugen Böhm und Paul Löffler zu Beginn des 20. Jahrhunderts höchste skisportliche Erfolge. Für großes Aufsehen sorgte sein 17-Meter-Skisprung 1908 in Oberhof. 1909 gewann er in Braunlage die deutsche Junioren-Meisterschaft im Skilauf. Anschließend siegte er in Oberhof bei der Thüringer Meisterschaft. 1910 wurde er in Altenberg-Geising sächsischer Meister, am Feldberg gewann er den deutschen Titel im Lauf und Kunstlauf. Vier Jahre lang trainierte er unermüdlich und erreichte dann bei den Thüringer Meisterschaften Aufsehen erregende Sprünge von 29 bis 31 Metern. 1911 gewann Böhm-Hennes in Oberwiesenthal die deutsche und in Mitterndorf die österreichische Skimeisterschaft. In Oberhof sprang er mit 36 Metern einen neuen deutschen Weitenrekord. 1912 wurde Karl Böhm-Hennes auf dem Holmenkollbakken Vierter im "Zusammengesetzten Lauf" (Nordische Kombination) hinter den dominierenden Skisportlern aus dem Norden, was ihm in Norwegen hohe Anerkennung verschaffte. Viermal errang er den Goldenen Schneestern. 1914 gewann Karl Böhm-Hennes noch einmal die Thüringer Meisterschaft. Es war sein letzter Sieg, denn der Erste Weltkrieg brachte die Einberufung zum Kriegsdienst. Während der Kriegshandlungen an der russischen Front fand sein junges Leben durch Tod ein jähes Ende. 